# NGC 5113
NGC 5113 este o galaxie situată în constelația Ursa Mare. A fost descoperită în  de către .